# Campeonato Brasileiro de Futebol Feminino Sub-18 de 2021
O Campeonato Brasileiro Feminino Sub-18 de 2021 foi a terceira edição desta competição futebolística de categoria de base da modalidade feminina organizada pela Confederação Brasileira de Futebol (CBF).
Foi disputada por 24 equipes entre os dias 6 de julho e 10 de outubro. O clássico Majestoso, por sua vez, protagonizou a decisão. Na ocasião, o São Paulo saiu vitorioso nos dois jogos. Com esses resultados, o clube conquistou o seu primeiro título na categoria sub-18 de forma invicta.
Após a finalíssima, jogadoras e integrantes da comissão técnica do São Paulo falaram sobre a conquista. O técnico Thiago Viana valorizou a campanha invicta do clube, enquanto a goleira Marcelle agradeceu ao clube pela estrutura e por acreditar no futebol feminino. Já as atacantes Isa, autora dos dois gols da última partida, e Milena valorizaram o trabalho de anos desenvolvido pelo grupo.

## Antecedentes
Em julho de 2019, a CBF anunciou a criação da primeira competição nacional de base feminina com o intuito de suprir uma lacuna da modalidade e atender as necessidades dos clubes brasileiros. Internacional e Fluminense foram os campeões das duas primeiras edições.

## Formato e participantes
Em 9 de junho de 2021, a CBF divulgou o regulamento e a tabela detalhada do Brasileiro Sub-18. O torneio foi disputado em quatro fases, sendo as duas primeiras por pontos corridos e as duas últimas em partidas eliminatórias. Na primeira, as 24 agremiações foram divididas em seis grupos, pelos quais os integrantes disputaram jogos de turno e returno contra os adversários do próprio chaveamento. Após seis rodadas, os líderes de cada grupo e os dois melhores segundo colocados se classificaram para a segunda fase. Esta, por sua vez, manteve o mesmo sistema de disputa, mas em jogos de turno único. As quatro agremiações restantes fizeram as semifinais e os vencedores prosseguiram para a final. A cidade de Sorocaba serviu como sede das duas primeiras fases.
| Federação                                            | Participantes        | Participações | Títulos  |
| ---------------------------------------------------- | -------------------- | ------------- | -------- |
| Amazonas                                             | Iranduba             | 2             | —        |
| Bahia                                                | Bahia                | 2             | —        |
| Bahia                                                | Vitória              | 2             | —        |
| Ceará                                                | Ceará                | 1             | —        |
| Ceará                                                | Fortaleza            | 1             | —        |
| Distrito Federal                                     | Minas Brasília       | 2             | —        |
| Goiás                                                | Atlético Goianiense  | —             | —        |
| Mato Grosso                                          | Cuiabá               | —             | —        |
| Minas Gerais                                         | América Mineiro      | —             | —        |
| Minas Gerais                                         | Atlético Mineiro     | 2             | —        |
| Paraná                                               | Athletico Paranaense | —             | —        |
| Pernambuco                                           | Sport                | 1             | —        |
| Rio de Janeiro \|style="text-align: left;"\|Flamengo | 2                    | —             |          |
| Rio de Janeiro \|style="text-align: left;"\|Flamengo | Fluminense           | 2             | 1 (2020) |
| Rio Grande do Sul                                    | Grêmio               | 1             | —        |
| Rio Grande do Sul                                    | Internacional        | 2             | 1 (2019) |
| Rio Grande do Sul                                    | Juventude            | —             | —        |
| Santa Catarina                                       | Chapecoense          | 1             | —        |
| Santa Catarina                                       | Kindermann           | 2             | —        |
| São Paulo                                            | Audax                | —             | —        |
| São Paulo                                            | Corinthians          | 2             | —        |
| São Paulo                                            | Ferroviária          | 2             | —        |
| São Paulo                                            | Santos               | 2             | —        |
| São Paulo                                            | São Paulo            | 2             | —        |

## Primeira fase
Em 6 de julho de 2021, Flamengo e Fluminense protagonizaram o primeiro jogo desta edição, vencido pela primeira equipe. O Fluminense, no entanto, recuperou-se do revés e retomou a liderança do grupo A. Corinthians, Ferroviária, Internacional, Santos e São Paulo lideraram seus respectivos grupos e também se classificaram. Já as duas últimas vagas ficaram com Chapecoense e Flamengo, as duas melhores campanhas entre os segundos colocados.

## Segunda fase
Após o término da primeira fase, o torneio entrou em um pequeno hiato e somente retornou em 16 de agosto. O São Paulo foi o primeiro clube a garantir a classificação para as semifinais, após vencer o Fluminense na segunda rodada. Por sua vez, a Ferroviária venceu o embate decisivo contra o clube carioca e ficou com a segunda vaga. No outro grupo, Corinthians e Internacional avançaram às semifinais.

## Fases finais
Corinthians e Ferroviária abriram as semifinais no dia 1.º de setembro, em um confronto realizado no estádio Alfredo Schürig. Na ocasião, a Ferroviária triunfou na capital paulista pelo placar mínimo; contudo, o adversário se recuperou do revés inicial e se classificou nas penalidades. No outro confronto, o São Paulo goleou o Internacional no primeiro jogo e garantiu a classificação após um empate sem gols. Por sua vez, a final do torneio foi protagonizada pelo clássico Majestoso e disputada em dois jogos, ambos vencidos pelo São Paulo.
|  | Semifinais       | Semifinais | Semifinais | Semifinais |   |             | Final | Final | Final | Final |
|  |                  |            |            |            |   |             |       |       |       |       |
|  | Corinthians (p.) | 0          | 3          | 3 (3)      |   |             |       |       |       |       |
|  | Ferroviária      | 1          | 2          | 3 (0)      |   |             |       |       |       |       |
|  | Ferroviária      | 1          | 2          | 3 (0)      |   | Corinthians | 0     | 0     | 0     |       |
|  |                  |            |            |            |   | Corinthians | 0     | 0     | 0     |       |
|  |                  | São Paulo  | 3          | 2          | 5 |             |       |       |       |       |
|  | São Paulo        | São Paulo  | 3          | 2          | 5 | 5           | 0     | 5     |       |       |
|  | São Paulo        |            |            |            |   | 5           | 0     | 5     |       |       |
|  | Internacional    | 1          | 0          | 1          |   |             |       |       |       |       |

## Estatísticas

### Artilharia
| Gols | Jogadora             | Equipe        |
| ---- | -------------------- | ------------- |
| 9    | Raissa da Silva Lima | Ferroviária   |
| 8    | Kamile Loirão        | Internacional |
| 8    | Giovaninha           | São Paulo     |
| 8    | Isabelle Guimarães   | São Paulo     |
| 6    | Analuyza França      | Santos        |
| 6    | Milena               | Internacional |
| 6    | Maria Vitoria        | Fortaleza     |
| 6    | Gi Fernandes         | Santos        |
| 6    | Mileninha            | Internacional |
| 6    | Alien                | Ferroviária   |

## Repercussão
O São Paulo reativou o departamento feminino em 2017 através de uma parceria com o Centro Olímpico, formando uma equipe de base para a disputa do Campeonato Paulista Sub-17, competição que, até então, tinha vencido três vezes. Desde então, o clube investiu nas categorias de base, conquistando títulos e revelando jogadoras.
O São Paulo obteve o título do Brasileiro Sub-18 de forma invicta, feito valorizado por integrantes da comissão técnica e pela mídia brasileira. Em 13 jogos, foram 10 vitórias, três empates, 34 gols marcados e apenas sete sofridos. Esta era a única competição de base que o clube não havia conquistado.
A goleira Marcelle, remanescente da equipe de 2017, exaltou a determinação do elenco em alcançar o objetivo e agradeceu ao clube pela estrutura e por acreditar no futebol feminino. Já as atacantes Isa, autora dos dois gols da última partida, e Milena valorizaram o trabalho de anos desenvolvido pelo grupo.

## Leitura complementar
- «Regulamento Específico da Competição Campeonato Brasileiro Feminino Sub-18 de 2021» (PDF). Confederação Brasileira de Futebol. Consultado em 16 de outubro de 2021. Arquivado do original (PDF) em 4 de julho de 2021
- «Tabela detalhada do Campeonato Brasileiro Feminino Sub-18 de 2021» (PDF). Confederação Brasileira de Futebol. Consultado em 16 de outubro de 2021. Arquivado do original (PDF) em 10 de outubro de 2021